# Put Yo Hood Up
Put Yo Hood Up es el tercer álbum de estudio del artista Lil' Jon & the East Side Boyz..

## Lista de canciones
| Put Yo Hood |                                                      |              |          |  |
| N.º         | Título                                               | Escritor(es) | Duración |  |
| 1.          | «Y'all Ain't Ready»                                  |              | 1:38     |  |
| 2.          | «Uhh Ohh (con Khujo of The Goodie Mob and Bo Hagon)» |              | 5:08     |  |
| 3.          | «Put Yo Hood Up»                                     |              | 5:07     |  |
| 4.          | «Bia' Bia' (con Big Kap)»                            |              | 5:01     |  |
| 5.          | «Bia' Bia' Check In»                                 |              | 0:35     |  |
| 6.          | «Who U Wit»                                          |              | 4:32     |  |
| 7.          | «Let My N----'s Go»                                  |              | 4:24     |  |
| 8.          | «Move Bi--h (con Chyna Whyte)»                       |              | 5:28     |  |
| 9.          | «Heads Off (My Ni---s)»                              |              | 4:57     |  |
| 10.         | «Sexlude»                                            |              | 1:12     |  |
| 11.         | «Can't Stop Pimpin»                                  |              | 5:57     |  |
| 12.         | «Bounce Dat (Chyna Whyte)»                           |              | 4:12     |  |
| 13.         | «Nothings Free»                                      |              | 4:22     |  |
| 14.         | «Searcylude»                                         |              | 0:23     |  |
| 15.         | «Where Dem Girlz At»                                 |              | 4:00     |  |
| 16.         | «I Like Dem Girlz (Jazzy Pha)»                       |              | 4:27     |  |
| 17.         | «Nasty Girl»                                         |              | 4:27     |  |
| 18.         | «DJ Hershey Live At The Blue Flamelude»              |              | 2:46     |  |
| 19.         | «Go Shawty Go (Kilo Ali)»                            |              | 3:58     |  |
| 20.         | «Outro Chynalude»                                    |              | 2:23     |  |
| 21.         | «Bia' Bia' 2 (Chyna Whyte)»                          |              | 3:53     |  |

## Premios en cartelera
| Cartelera                  | Posición |
| -------------------------- | -------- |
| Top Álbumes R&B/Hip Hop    | # 6      |
| Billboard 200              | # 43     |
| Top Álbumes Independientes | # 1      |

## Sencillos
"Who U Wit"
| Cartelera                        | Posición |
| -------------------------------- | -------- |
| Mejores Sencillos de Rap         | # 26     |
| Mejores canciones de R&B/Hip Hop | # 70     |

"Bia' Bia'"
| Cartelera         | Posición |
| ----------------- | -------- |
| Mejor R&B/Hip Hop | # 47     |
| Billboard Hot 100 | # 97     |

"Nothins Free"
| Cartelera         | Posición |
| ----------------- | -------- |
| Mejor R&B/Hip Hop | # 61     |